# Discografia de Inna
A discografia da cantora romena Inna consiste em três álbuns de estúdio, um extended play (EP), dezenove singles oficiais, dezoito singles promocionais e vinte e sete videoclipes.

## Álbuns

### Álbuns de estúdio
| Álbum                                                                           | Detalhes do álbum                                                                                      | Melhores posições atingidas | Melhores posições atingidas | Melhores posições atingidas | Melhores posições atingidas | Melhores posições atingidas | Melhores posições atingidas | Melhores posições atingidas | Melhores posições atingidas | Certificações                                | Vendas                            |
| Álbum                                                                           | Detalhes do álbum                                                                                      | BEL (Fla)                   | BEL (Wal)                   | FRA                         | MEX                         | NLD                         | SPA                         | JPN                         | UK                          | Certificações                                | Vendas                            |
| ------------------------------------------------------------------------------- | --- | --------------------------- | --------------------------- | --------------------------- | --------------------------- | --------------------------- | --------------------------- | --------------------------- | --------------------------- | -------------------------------------------- | --------------------------------- |
| Hot                                                                             | - Released: 4 August 2009 - Label: AATW, Roton, Ultra, Warner Music - Format: CD, digital download     | 37                          | 14                          | 9                           | 54                          | 68                          | 77                          | —                           | 32                          | - SNEP: Platinum - GfK NLD: Gold - ROM: Gold | - U.S.A: 10.000 - Romania: 10.000 |
| I Am the Club Rocker                                                            | - Released: 19 September 2011 - Label: Roton, Ultra, Warner Music - Format: CD, digital download       | 4                           | 15                          | 23                          | 8                           | —                           | —                           | 7                           | —                           | - ROM: Gold - ZPAV: Gold                     |                                   |
| Party Never Ends                                                                | - Released: 1 March 2013 - Label: Roton, Ultra, Universal, Warner Music - Format: CD, digital download | —                           | —                           | —                           | 10                          | —                           | —                           | 3                           | —                           |                                              |                                   |
| "—" denotes releases that did not chart or were not released in that territory. | |                             |                             |                             |                             |                             |                             |                             |                             |                                              |                                   |

## Videos musicais
| Ano  | Título                                                        | Diretor                                                    | Álbum                                            |
| ---- | ------------------------------------------------------------- | ---------------------------------------------------------- | ------------------------------------------------ |
| 2008 | "Hot" (True Love Edit)                                        | Florin Botea                                               | Hot                                              |
| 2008 | "Hot" (Dancing in the Dark Edit)                              | Florin Botea                                               | Hot                                              |
| 2009 | "Love"                                                        | Bogdan Bobo Bărbulescu                                     | Hot                                              |
| 2009 | "Déjà Vu" (featuring Bob Taylor)                              | Tom Boxer                                                  | Hot                                              |
| 2009 | "Amazing"                                                     | Tom Boxer                                                  | Hot                                              |
| 2009 | "I Need You for Christmas"                                    | Tom Boxer                                                  | Hot                                              |
| 2010 | "10 Minutes"                                                  | Paul Boyd                                                  | Hot                                              |
| 2010 | "Sun Is Up"                                                   | Alex Herron                                                | I Am the Club Rocker                             |
| 2011 | "Club Rocker"                                                 | Alex Herron                                                | I Am the Club Rocker                             |
| 2011 | "Un Momento" (feat. Juan Magan)                               | Alex Herron                                                | I Am the Club Rocker                             |
| 2011 | "Endless"                                                     | Alex Herron                                                | I Am the Club Rocker                             |
| 2012 | "WOW"                                                         | Alex Herron                                                | I Am the Club Rocker                             |
| 2012 | "Caliente"                                                    | Hamid Bechir / John Perez                                  | Party Never Ends                                 |
| 2012 | "Crazy Sexy Wild"                                             | Edward Aninaru                                             | Party Never Ends                                 |
| 2012 | "Tu şi eu"                                                    | Edward Aninaru                                             | Party Never Ends                                 |
| 2012 | "INNdiA" (feat. Play & Win)                                   | Edward Aninaru                                             | Party Never Ends                                 |
| 2013 | "More than Friends"                                           | Edward Aninaru                                             | Party Never Ends                                 |
| 2013 | "More than Friends" (feat. Daddy Yankee)                      | Edward Aninaru                                             | Party Never Ends                                 |
| 2013 | "P.O.H.U.I." (Carla's Dreams feat. INNA)                      | Sergiu Barajin                                             | Hobson Coice / Party Never Ends (Deluxe Edition) |
| 2013 | "Dame tu Amor" (feat. Reik)                                   | Inna                                                       | Party Never Ends                                 |
| 2013 | "Spre mare"                                                   | Inna / Khaled Mokhtar                                      | Party Never Ends (Deluxe Edition)                |
| 2013 | "Be My Lover"                                                 | Inna / Khaled Mokhtar                                      | Party Never Ends                                 |
| 2013 | "In Your Eyes" (feat. Yandel)                                 | Barna Némethi                                              | Party Never Ends                                 |
| 2014 | "Cola Song" (feat. J Balvin)                                  | John Perez                                                 | LatINNA                                          |
| 2014 | "Strigă!" (Puya feat. INNA)                                   | Marian Crisan / Tudor Mircea / Bogdan Daragiu / John Perez | TBA                                              |
| 2014 | "Good Time" (feat. Pitbull)                                   | John Perez / Barna Némethi                                 | LatINNA                                          |
| 2014 | "Fie ce-o fi" (Dara featuring INNA, Antonia & Carla's Dreams) | Bogdan Daragiu                                             | TBA                                              |
| 2014 | "Fata din rândul trei"                                        | Inna                                                       | TBA                                              |
| 2014 | "Summer In December" (Morandi feat. Inna)                     | Michael Mircea                                             | TBA                                              |
| 2014 | "Diggy Down" (feat. Marian Hill)                              | John Perez                                                 | LatINNA                                          |